# Svante Samuel Murbeck
Svante Samuel Murbeck ( 1859 - 1946 ) fue un profesor, botánico, pteridólogo y explorador sueco. Realizó importantes contribuciones al conocimiento de la flora del norte de África, escribiendo varios artículos y libros, como en 1900: Contributions a la connaissance de la flore du nord-ouest de I'Afrique et plus specialement de la Tunisie 

## Algunas publicaciones
- 1892. Studien über Gentianen aus der Gruppe Endotrichae Froel. Ed. Impr. de I. Marcus. 22 pp.
- 1894. Neue oder wenig bekannte Hybriden in dem botanischen Garten Bergielund et Hortus bergianuse, beobachtet von Sv. Murbeck. Ed. Impr. de I. Marcus. 21 pp.
- 1900. Ueber den Bau und die Entwickelung von Dictyosiphon foeniculaceuse Huds. Grev. Ed. J. Dybwad. 28 pp.
- 1901. Ueber das Verhalten des Pollenschlauches bei eAlchemilla arvensise L. Scop. und das Wesen der Chalazogamie. Ed. E. Malmströms Buchdruckerei. 20 pp.
- 1902a. Ber Anomalien im Baue des Nucellus und des Embryosackes bei parthenogenetischen Arten der Gattung Alchemillae. Ed. E. Malmströms Buchdruckerei. 11 pp.
- 1902b. Ber die Embryologie von Ruppia rostellatae Koch. Ed. Kungl. boktryckeriet. 21 pp.
- 1906. Bidrag till Pterantheernas morphologi. Ed. Ohlssons boktryckeri. 20 pp.
- 1907. Die Vesicarius-Gruppe der Gattung et Rumexe, von Sv. Murbeck. Ed. H. Ohlssons Buchdruckerei. 31 pp.
- 1914. Ueber die Baumechanik bei Aenderungen im Zahlenverhältnis der Blüte. Ed. H. Ohlsson. 36 pp.
- 1915. Zur Morphologie und Systematik der Gattung et Alchemillae. Ed. H. Ohlsson. 16 pp.
- 1916. Ueber die Organisation, Biologie und verwandtschaftlichen Beziehungen der Neuradoideen. Ed. H. Ohlsson. 29 pp.
- 1919. Beiträge zur Biologie der Wüstenpflanzen. Ed. O. Harrassowitz
- 1921. Sur quelques espèces nouvelles ou critiques des genres Celsia et Onopordon. Ed. C.W.K. Gleerup. 18 pp.
- 1922. Contributions à la connaissance de la flore du Maroc. I. Ptéridophytes, Légumineuses. Ed. C.W.K. Gleerup.
- 1925. Plantes du Sahara algérien récoltées par Th. Orre, déterminées par Sv. Murbeck. Ed. C.W.K. Gleerup. 9 pp.

### Libros
- 1891. Kenntniss Beiträge zur Flora von der Südbosnien und der Herzegovina. Ed. Aus Lunds universitets årsskrift, t. 27. 192 pp.
- 1892a. Beiträge zur Kenntniss der Flora von Südbosnien und der Hercegovina. Ed. Berlingska Boktrykkeri. 182 pp.
- 1892b. Tvenne Asplenier, deras affiniteter och genesis. Ed. Berlingska boktrykkeri och stilgjuteriaktiebolage. 45 pp.
- 1897. Contributions à la connaissance des Renonculacées-Cucurbitacées de la flore du nord-ouest de l'Afrique et plus spécialement de la Tunisie. Ed. Impr. de E. Malmström. 126 pp.
- 1898. Contributions à la connaissance des Primulacées-Labiées de la flore du nord-ouest de l'Afrique et plus spécialement de la Tunisie. Ed. Impr. de E. Malmström. 45 pp.
- 1899. Contributions à la connaissance des Plombaginées-Graminées de la flore du nord-ouest de l'Afrique et plus spécialement de la Tunisie. Ed. Impr. de E. Malmström. 32 pp.
- 1900. Contributions à la connaissance des Graminées-Polypodiacées de la flore du nord-ouest de l'Afrique et plus spécialement de la Tunisie. Ed. Impr. d'E. Malmström. 38 pp.
- 1901. Parthenogenetische Embryobildung in der Gattung Alchemilla. Ed. E. Malmströms Buchdruckerei. 46 pp.
- 1905a. Contributions à la connaissance de la flore du nord-ouest de l'Afrique, et plus spécialement de la Tunisie. 2e série. Ed. Impr. de H. Ohlsson. 40 pp.
- 1905b. Contributions à la connaissance de la flore du nord-oues de l'Afrique et plus spécialement de la Tunisie. 2e série suite. Ed. Impr. de H. Ohlsson. 83 pp.
- 1912. Untersuchungen über den Blütenbau der Papaveraceen. Berlín Almqvist och Wiksell. 168 pp. 28 planchas & 39 ils. en texto
- 1918. Ueber staminale Pseudapetalie und deren Bedeutung für die Frage nach der Herkunft der Blütenkrone. Ed. H. Ohlsson. 59 pp.
- 1923. Contributions à la connaissance de la flore du Maroc. II. Géraniacées, Composées. Ed. C.W.K. Gleerup. 68 pp.
- 1933. Monographie der Gattung Celsia / Weitere Studien uber der Gattungen Verbascum und Celsia. Lund, 1925-1939 2 partes: 236; 70, 630 pp. 16 planchas a doble página, 11 figs. texto; 4 planchas, 28 mapas

- La abreviatura «Murb.» se emplea para indicar a Svante Samuel Murbeck como autoridad en la descripción y clasificación científica de los vegetales.[2]